# Joan Arnau
Joan Arnau (Barcelona, 1595? — Barcelona, 1693) va ser un pintor català. Es formà a Barcelona i a Madrid on sembla que va ser deixeble d'Eugenio Cajés. Va fer obres en diverses esglésies de Barcelona i Sant Joan de les Abadesses on es conserva la Capella del misteri.